# Chess (musical)
Chess é uma peça musical com música de Benny Andersson e Björn Ulvaeus, ex-integrantes do ABBA, e com a letra de Tim Rice. A história envolve um triângulo amoroso entre dois jogadores, durante a disputa do Campeonato Mundial de Xadrez, pelo amor de uma mulher. O musical se passa no contexto da Guerra Fria entre os Estados Unidos e a União Soviética e embora os produtores não tivessem a intenção de representar nenhum indivíduo, o papel do jogador americano foi baseado livremente no Grande Mestre e ex-campeão mundial Bobby Fischer, enquanto os elementos da história podem ter sido inspirados nas carreiras dos ex-campeões mundiais russos Viktor Korchnoi e Anatoly Karpov.
Assim como foi feito para os musicais Jesus Christ Superstar e Evita, um bem sucedido álbum conceptual de Chess foi lançado em 1984. A primeira produção teatral foi realizada no West End em Londres em 1986 e foi exibida por três anos. Uma versão bastante alterada foi lançada na Broadway em 1988 por somente dois meses. Chess é frequentemente revisada para novas produções, muitas das quais tentam juntar elementos destas duas produções.